# Médicos, línea de vida
Médicos, línea de vida (o simplemente Médicos) es una telenovela de drama médico mexicana creada y producida por José Alberto Castro para Televisa. Basada en una idea original que aborda distintos casos sobre medicina alrededor de la trama.
Se estrenó por Las Estrellas el 11 de noviembre de 2019 en sustitución de Cuna de lobos, y finalizó el 8 de marzo de 2020 siendo reemplazado por la tercera temporada de Sin miedo a la verdad. El 8 de febrero de 2020, se anuncia que la telenovela fue renovada para una segunda temporada, en conjunto con una nueva temporada de Por amar sin ley (ambas producciones de José Alberto Castro).
Está protagonizada por Livia Brito, Daniel Arenas y Rodolfo Salas, junto con Rodrigo Murray y Erika de la Rosa en los roles antagónicos y con las actuaciones estelares de Grettell Valdez, Carlos de la Mota, Isabel Burr, Federico Ayos, Scarlet Gruber, Mauricio Henao y el primer actor José Elías Moreno.

## Trama
Médicos se desenvuelve en el reconocido Instituto de Especialidades Médicas llevado por un idealista director: Gonzalo Olmedo, quien se percata de la complejidad que es dirigir un hospital de esta magnitud, por lo que recluta a los médicos más especializados en cada una de las ramas de la medicina.

## Reparto

### Principales
- Livia Brito como Regina Villaseñor Gil[5]
- Daniel Arenas como David Paredes[5]
- Grettell Valdez como Ana Caballero[5]
- José Elías Moreno como Gonzalo Olmedo[5]
- Carlos de la Mota como Luis Galván[5]
- Isabel Burr como Cynthia Guerrero[5]
- Marisol del Olmo como Constanza Rivas de Castillo
- Erika de la Rosa como Mireya Narro[5]
- Rodrigo Murray como René Castillo[5]
- Federico Ayos como Rafael "Rafa" Calderón[5]
- Daniel Tovar como Daniel Juárez Estrada[5]
- Dalilah Polanco como Luz González[5]
- Scarlet Gruber como Tania Olivares[5]
- Mauricio Henao como Marco Zavala[5]
- Lorena García como Pamela Miranda[5]
- Michel López como Diego Martínez[5]
- Rodolfo Salas como Arturo Molina[5]

### Recurrentes
- Jorge Ortiz de Pinedo como el Dr. Enrique Lara[6]
- Iliana Fox como Susana Álvarez de Galván[7]
- Osvaldo de León como Sergio Ávila[5]
- Luis Gatica como Francisco "Paco" Juárez
- Raquel Garza como Elena Estrada de Juárez[8]
- Eugenia Cauduro como Patricia Guerrero
- Irineo Álvarez como Andrés Guerrero
- Lía Ferré como Cecilia Núñez
- María Alicia Delgado como Martha
- Miguel Pizarro como Esteban Zavala
- Carina Ricco como Pilar de Miranda
- Roberto Miquel como Agustín Miranda
- Eugenio Montessoro como Santiago Montesinos
- Ricardo Mendoza "El Coyote" como Miguel
- Jaime Maqueo como Gabriel Galván Álvarez
- Karen Furlong como Carolina
- Palmeira Cruz como Lili
- Cynthia Klitbo como Carmen[9]

### Invitados especiales
- Julio Camejo como Aníbal
- Laura Toledo como profesora de primaria
- Ricardo Kleinbaum como Braulio Palacios
- Arturo Carmona como Fausto
- Héctor Cruz como Darío
- Christian Gamero como Carlos
- Claudia Arce Lemaitre como Jacky
- Mario Erosa como Eduardo
- Iván Amozurrutia como Mario
- Fiona Muñoz como Lety
- María Prado como Ramona
- Guillermo García Cantú como Alonso Vega[10][11]
- Ignacio Casano como Alexis
- Luciana Sismundi como Araceli
- Rosalía Grimm como Doña Irma
- Fernando Carbonell como Arce
- Marco Antonio Sánchez "El diablo" como el Sr. Duran
- Andrea de Fátima como Viridiana
- Mónica Miguel como Doña Inés[12]
- Mariana Rivera como Doña Lola
- Ignacio Ortiz Jr. como Edson
- Sergio Madrigal como Tomás
- José Riverol como Gil
- Luis Fernando Peña como Leonardo
- Francisco Avendaño como Alfredo Ponce de León
- Jaime Estrada como Ministerio Público
- Isaura Espinoza como Violeta
- Latin Lover como el Tirano
- Gloria Izaguirre como Raquel
- Kevin Flores como Cristian
- Fátima Torre como Erika
- Enrique Montaño como Martín
- Nelly Lacayo como Corredora
- Silvia Bosz como la Sra. Junco
- Michelle Polanco como Jimena
- Serigio Castillo como Pérez
- Patricia Calzada como Rebeca
- Ignacio López Tarso como Héctor[13]
- Carlos Gatica como Toño
- Alan Téllez como Rubén
- Fidel Abrego "El Chamuco" como Paciente
- Iván Ochoa como Beto
- Ana Jimena Villanueva como Priscila
- Iker Lotina como Quique
- Vetyceiba como la madre de Quique
- Alexa Ayala como Madre vegana
- Erick Velarde como Niño vegano
- Fabián Lino como Cantinero
- Altaír Jarabo como Victoria Escalante[14]
- José María Torre como Roberto Morelli[14]
- Sofía Monroy como profesora
- Alexander Chavero como Juanito
- Norma Pablo como Laura
- Luis Felipe Montoya como el exabogado de Regina
- Estefanía Coppola como Flor
- Diana Golden como Fátima
- Bárbara Gómez como Estelita
- Jorge Monter como el abogado de Sergio
- Roberto Munguía como Ministerio Público
- Isidro Vargas como vendedor
- Karla Farfán como Jessica
- Jorge Ortín como el Dr. Salazar
- Natalia Madera como la chica del antro
- Claudio Lafarga como Jaime
- Silvia Bosz como Casera
- Sabine Moussier como Sandra
- Lisardo como Víctor
- Rafael de Aranda como Mauricio
- Joshua Gutiérrez como Felipe Olmedo
- Laura Carmine como Paulina Serrano
- Marcial Salinas como Vendedor
- Roberto Tello como Plutarco
- Claudia Ortega como Josefina
- Frances Ondiviela como Aurora
- Fernando Robles como Urbina
- Antonio Alegre como el Sr. Robles
- Patricia Calzada como Rebeca
- Khiabet Peniche como Olga
- Pepe Olivares como Rigoberto
- Cynthia Agüet como Viviana
- Seleina Reali como la hija de Rigoberto
- Luis Morales como Julián
- Alan del Castillo como Proveedor de diésel
- Francisco Vilchis como Serafín
- Talia Marcela como Lorenza
- Gabriela Bermúdez como Mujer del club
- Luise Jaramillo como César
- Leonardo Daniel como Samuel
- Bea Ranero como Perla
- Lisset como Natalia
- Marcela Salazar como Valeria
- Ernesto Mascarúa como Cobrador
- Patricia Martínez como Lorena
- Jaime Lozano como Ramiro
- Mario Erosa como Eduardo
- Juan Carlos Terreros como Homberto
- Bibelot Mansur como Bertha
- Fernando Robles como Urbina
- Salvador Ibarra como Nicolás
- Ángeles Balvanera como Lucy
- Paco Luna como Erick
- Rodrigo Ventura como el Secretario de Salud
- Fabián Pizzorno como Javier
- Carlos Girón como Juan Pablo "Juanpa"
- Eduardo Manzano como Jacobo
- Jacqueline Goldsmith como Margarita
- Mavi Navarro como Samantha
- Martha Julia como Sandra
- Adalberto Parra como Álvaro
- Gregorio Reséndiz como Notario público
- Navi Navarro como Samantha
- Gabriela Lazcano como Paciente
- Jocelyn Ibarra como Sol
- Miguel Berdeja como Jorge
- Ricardo Cortés como Periodista
- Sia Schultz como Leonor
- Celia Marcué como Rita
- Susana Huacuja como Secretaria
- Paty Bolaños como Georgina
- Elsa Marín como Pía
- David Zepeda como Ricardo Bustamante[15][16]
- Pamela Barri como Blanca
- Carlos Martínez como Jacinto
- Tony Ochoa como Proveedor
- Fernando Carlon como Proveedor
- Axel Ricco como Aureliano Martínez "El Ciego"
- Julián Gil como Carlos Ibarra[15][17]
- Rosita Bouchot como Amelia
- Moisés Peñaloza como Rigo
- Yanet Sedano como Mara
- Marco Hernández como Aurelio
- Johar Lara como Asaltante
- Tania Sáenz como Reportera
- Diego Val como Ulises Sánchez "El Cuervo"
- Lucía Silva como Michelle Salgado
- Gustavo de Anda como Neurólogo
- Luis Mateo Negrete como Paciente de pediatría
- Antonio Pliego como Félix
- Alfonso Escobedo como Ramsés
- Alejandro Romero como Alejandro
- Alfonso Iturralde como el Dr. Valero
- Marcela Morett como Celeste
- Daney Mendoza como Ariel
- Sebastián Fouilloux como Simón
- Carlos Solano como Gerardo
- Indra Duarte como Señora
- Xavier Cervantes como el Lic. Moyés
- Michelle Godet como Graciela
- Ana Basilia como Señora
- Ricardo Vera como Juez
- Ricardo Alberto Islas como el Secretario de acuerdos
- Francisco Pizaña como Aarón
- Sofía Campomanes como Alexa
- Santiago Ramundo como Fernando
- Ligia Uriarte como Sonia
- Azela Robinson como Paula Ruiz

## Episodios
| N.º | Título                                                         | Fecha de emisión original | Audiencia (millones) |
| --- | -------------------------------------------------------------- | ------------------------- | -------------------- |
| 1 | «Mal diagnóstico»                                              | 11 de noviembre de 2019   | 2.7                  |
| El Instituto de Especialidades Médicas recibe a 20 niños heridos a causa de un accidente automovilístico provocado por un infarto que sufrió Braulio, mientras el manejaba. El Dr. Lara da a conocer a los padres el estado de salud de las víctimas. Regina y Gonzalo logran estabilizar a un herido del accidente. Aníbal le pide ayuda al Dr. Lara para revisar a su hijo, que también fue víctima del percance automovilístico, pero éste le niega la atención médica. René junto con Mireya, desvían cánulas y recurso médico para venderlas al mercado negro. Al día siguiente, Aníbal regresa al hospital con su hijo en un estado crítico, pero los médicos no le dan esperanza alguna, debido a que presentaba lesiones internos que afectaron a los órganos de su hijo. Aníbal le dice a los médicos que llevó a su hijo para revisarse, la cual el Dr. Lara le negó, dando a una situación de negligencia por parte del doctor. Más tarde, el Dr. Lara ingresa a su oficina, que para su sorpresa se encontraba Aníbal, para poder vengar la muerte de su hijo, matando de un balazo al Dr. Lara.         |                                                                |                           |                      |
| 2 | «El nuevo director del Instituto de Especialidades Médicas»    | 12 de noviembre de 2019   | 2.6                  |
| El Dr. Lara fallece camino al quirófano, tras el balazo que Aníbal le dio en la cabeza. René culpa a Gonzalo de lo que pasó, y el no tener orden en el área de urgencias. A lo cual Sergio le pide pasar más tiempo juntos a Regina. La junta directiva del hospital se reúne para ver quien se queda como nuevo director del hospital. |                                                                |                           |                      |
| 3 | «Hacer bien nuestro trabajo»                                   | 13 de noviembre de 2019   | 2.7                  |
| Ana no está de acuerdo en que Gonzalo sea el director y René tratará de quitarlo del puesto. Gonzalo nombra a Regina la nueva jefa de Urgencias. |                                                                |                           |                      |
| 4 | «La vida que prometiste tener»                                 | 14 de noviembre de 2019   | 2.9                  |
| Ana y René conspiran contra Gonzalo. Susana está harta de lidiar con la vida laboral de Luis y Regina inicia sus labores como jefa de Urgencias. |                                                                |                           |                      |
| 5 | «Los nuevos residentes»                                        | 15 de noviembre de 2019   | 2.9                  |
| Gonzalo le da la bienvenida a tres nuevos residentes al Instituto de Especialidades Médicas. Regina y Ana discuten por la administración del personal. |                                                                |                           |                      |
| 6 | «Jamás te lo voy a perdonar»                                   | 18 de noviembre de 2019   | 2.7                  |
| Regina al llegar a su casa, descubre a Sergio teniendo relaciones sexuales con una pareja swinger. Sergio le pide perdón a Regina y le trata de explicar como fue la situación, pero ésta lo corre de la casa. Al día siguiente, por quedarse hablando un rato con Sergio, Regina olvida su reunión con Ana. Más tarde, Ana le exige a Regina respetar sus horarios y la acusa con Gonzalo para que haga bien su trabajo como jefa de urgencias. |                                                                |                           |                      |
| 7 | «Ambiente sano»                                                | 19 de noviembre de 2019   | 2.7                  |
| Regina, desconsolada con lo que pasó con Sergio, habla con Gonzalo para decirle que renuncia al cargo de jefa de urgencias, debido a que no tiene la más debida concentración posible, a lo que Gonzalo se niega a recibir su renuncia como jefa y la apoya moralmente. Regina le pide a Ana que por un momento revise y firme los horarios con las rotaciones de los médicos que la van a apoyar, pero esta en un actitud grosero, se niega recibir el fólder con los documentos a firmar. A lo que Regina le pide a Ana que deje de ser grosera, a lo que ella le pide que deje de interferir en su área. Más tarde, Luis va por los expedientes al consultorio de Ana, a lo cual ella le pide que revise la mitad de los pacientes en espera, y se burla de él diciéndole que termine lo más rápido que pueda para pasar más tiempo con su familia, a lo cual Luis no se deja humillar. Sergio con un ramo de flores, intercepta a Regina saliendo del hospital para pedirle perdón y una nueva oportunidad con ella, pero esta al negarse, Sergio intenta besarla a la fuerza, a lo que David sale a defenderla. |                                                                |                           |                      |
| 8 | «No me voy a rendir»                                           | 20 de noviembre de 2019   | 2.8                  |
| Luis recibe a una paciente que no cree en las vacunas. Sergio le asegura a Regina que no dejará de luchar por ella. David y Arturo pelean en la sala de urgencias. |                                                                |                           |                      |
| 9 | «Atente a las consecuencias»                                   | 21 de noviembre de 2019   | 2.7                  |
| David y Arturo discuten mientras tratan de salvarle la vida a un paciente, ocasionando un escándalo en el Instituto de Especialidades Médicas. |                                                                |                           |                      |
| 10 | «El respeto se tiene que ganar»                                | 22 de noviembre de 2019   | 2.4                  |
| Marco llega creyéndose superior a los residentes, pero Gonzalo y Regina lo bajan de su nube. René tiene un plan para apoderarse del hospital. |                                                                |                           |                      |
| 11 | «No te voy a compartir»                                        | 25 de noviembre de 2019   | 2.4                  |
| Tanto Ana como Regina están felices con el apoyo médico de David. Regina corre a Sergio del hospital y René le pide a Gonzalo que confíe en él. |                                                                |                           |                      |
| 12 | «No hay vuelta atrás»                                          | 26 de noviembre de 2019   | 2.4                  |
| Regina se va de la casa y termina para siempre con Sergio. Además, confronta a Mireya. Llega un nuevo paciente con pie diabético. |                                                                |                           |                      |
| 13 | «No todos tenemos que pagar por eso»                           | 27 de noviembre de 2019   | 2.6                  |
| Gonzalo informa al equipo del recorte de presupuesto que habrá tras perder el juicio, hecho que desata un caos en el Instituto de Especialidades Médicas. |                                                                |                           |                      |
| 14 | «Te voy a estar vigilando»                                     | 28 de noviembre de 2019   | 2.4                  |
| Ana amenaza a Regina tras el recorte de presupuesto. Un nuevo caso afectará a David y Mireya conspira contra Regina con Fausto. |                                                                |                           |                      |
| 15 | «Violencia intrafamiliar»                                      | 29 de noviembre de 2019   | 2.7                  |
| Inés llega otra vez con lesiones al Instituto de Especialidades Médicas. Gonzalo invita a Regina a vivir a su casa; René y Mireya sospechan de ellos. |                                                                |                           |                      |
| 16 | «Un poquito más de atención»                                   | 2 de diciembre de 2019    | 2.3                  |
| Regina y Cynthia atienden de urgencia a Inés, quien ha regresado inconsciente y con severas lesiones en el cuerpo. |                                                                |                           |                      |
| 17 | «Mi único miedo es perderte»                                   | 3 de diciembre de 2019    | 2.7                  |
| Cecilia quiere recuperar lo que tenía con Arturo y René está a punto de ser descubierto por Constanza. |                                                                |                           |                      |
| 18 | —                                                              | 4 de diciembre de 2019    | 2.2                  |
| Fausto publica un artículo hablando del hospital. Rafael vuelve a drogarse y Regina atenderá a una paciente que llega con deshidratación. |                                                                |                           |                      |
| 19 | «Nadie te va a faltar al respeto»                              | 5 de diciembre de 2019    | 2.3                  |
| David defiende a Regina de Leo. Cecilia es diagnosticada con anemia y Mireya vuelve a conspirar contra Gonzalo y Regina. |                                                                |                           |                      |
| 20 | «Soy un fracaso»                                               | 6 de diciembre de 2019    | 2.6                  |
| David le grita a Tania por faltar a la guardia y ésta se siente decepcionada. Mireya le exige a René terminar con su esposa e Inés tomará una decisión. |                                                                |                           |                      |
| 21 | «A la gente le gusta hablar»                                   | 9 de diciembre de 2019    | 2.4                  |
| René felicita a Gonzalo y a Regina por su supuesta "relación". Arturo amenaza a Cecilia si no se cuida. Ana cuestiona a David sobre Regina. |                                                                |                           |                      |
| 22 | «Este lugar es un infierno»                                    | 10 de diciembre de 2019   | 2.4                  |
| David pone a prueba a Marco. Regina pide a Gonzalo trasladar a Mireya a otra área y un famoso luchador llegará al Instituto de Especialidades Médicas. |                                                                |                           |                      |
| 23 | «Hay cosas que no se olvidan»                                  | 11 de diciembre de 2019   | 2.4                  |
| Ana intenta seducir a David, Mireya y Regina hacen las paces y Cynthia le informa al Tirano que no podrá volver a luchar. |                                                                |                           |                      |
| 24 | «Necesitamos un diagnóstico»                                   | 12 de diciembre de 2019   | 2.3                  |
| Érika llega muy enferma al hospital y los doctores no encuentran qué es lo que padece. Mireya y René seguirán unidos para atacar a Regina. |                                                                |                           |                      |
| 25 | «Las enfermedades no son un castigo»                           | 13 de diciembre de 2019   | 2.4                  |
| Tania invita a Rafa a su casa. Érika teme morir y confiesa el secreto que la aqueja. Ana vuelve a exigirle respeto a Regina. |                                                                |                           |                      |
| 26 | «¿Por qué siempre tienes que ser tan impulsivo?»               | 16 de diciembre de 2019   | 2.3                  |
| Sergio ataca a David y éste responde a golpes. Tania sufrirá el desprecio de una paciente y Érika ya está fuera de peligro. |                                                                |                           |                      |
| 27 | «Tania y Rafa hacen el amor»                                   | 17 de diciembre de 2019   | 2.5                  |
| Rafa acepta la invitación de Tania de ir a su casa. El papá de Cynthia la rechaza por no dejar la medicina. |                                                                |                           |                      |
| 28 | «Aceptar las cosas como son»                                   | 18 de diciembre de 2019   | 2.4                  |
| Regina debe atender a unos hombres empalados y Luis trata de ayudar a Don Héctor, un hombre que se encuentra desahuciado. |                                                                |                           |                      |
| 29 | «No cargues con culpas»                                        | 19 de diciembre de 2019   | —                    |
| Regina salva a los hombres empalados. Daniel cacha a Tania besándose con Rafa y David recibe un citatorio por culpa de Sergio. |                                                                |                           |                      |
| 30 | «¡Aléjate de ella!»                                            | 20 de diciembre de 2019   | —                    |
| Arturo le exige a David dejar en paz a Regina y, además, le pone un alto a las mentiras de Cecilia. Caro y Jime sufren un accidente. |                                                                |                           |                      |
| 31 | «La mejor defensa»                                             | 23 de diciembre de 2019   | —                    |
| Victoria y Roberto, de Vega y asociados, llegan al hospital para ayudar a Regina y a David con sus casos. - Nota: Este episodio da inicio a un crossover con Por amar sin ley, también producción de José Alberto Castro. |                                                                |                           |                      |
| 32 | «Fue un placer ayudarte»                                       | 24 de diciembre de 2019   | —                    |
| Cynthia le reclama a Rafa por haber besado a Tania. Victoria logra que Sergio acepte el acuerdo de divorcio de Regina. |                                                                |                           |                      |
| 33 | «No eres indispensable»                                        | 25 de diciembre de 2019   | —                    |
| René le advierte a David que si no se mide en su actitud lo saca del hospital. La muerte de Don Héctor le provoca una crisis a Pamela. |                                                                |                           |                      |
| 34 | «Segundas oportunidades»                                       | 26 de diciembre de 2019   | —                    |
| Tania trata de arreglar su amistad con Daniel. Arturo quiere volver a ser feliz y Roberto gana el caso de David. Nota: Este episodio da fin a un crossover con Por amar sin ley. |                                                                |                           |                      |
| 35 | «Las buenas intenciones no son suficientes»                    | 27 de diciembre de 2019   | —                    |
| David y Arturo discuten por el cariño de Regina. Rafa vuelve a drogarse. El caso de Estela desconcierta al Instituto de Especialidades Médicas. |                                                                |                           |                      |
| 36 | «Fiesta en el hospital»                                        | 30 de diciembre de 2019   | —                    |
| Arturo organiza una fiesta de XV años para su paciente en el hospital. Rafa sigue levantando sospechas por su comportamiento y alguien intenta chantajearlo. |                                                                |                           |                      |
| 37 | «Créeme que eres la última mujer de la que quiero estar lejos» | 31 de diciembre de 2019   | —                    |
| David aprovecha el congreso a Puerto Vallarta para acercarse a Regina. Arturo tiene las mismas intenciones. |                                                                |                           |                      |
| 38 | «Yo estoy mirando en la dirección correcta»                    | 1 de enero de 2020        | —                    |
| Regina se desilusiona por encontrar a David con Ana. Arturo se sincera con ella y le roba un beso. |                                                                |                           |                      |
| 39 | «Ana me fue a buscar, pero yo la rechacé»                      | 2 de enero de 2020        | —                    |
| David busca a Regina e intenta hablar con ella. Sin embargo, ella le confiesa que lo vio con Ana. |                                                                |                           |                      |
| 40 | «Nadie es como tú»                                             | 3 de enero de 2020        | 2.5                  |
| Ana busca a David e intenta convencerlo de retomar su relación y darse una nueva oportunidad. |                                                                |                           |                      |
| 41 | «Todos van a pagar»                                            | 6 de enero de 2020        | 2.2                  |
| Regina castiga a los residentes por el dinero faltante. Gonzalo regaña a René por las malas medidas tomadas y un nuevo caso llega a urgencias. |                                                                |                           |                      |
| 42 | «Quiero estar cerca de ti»                                     | 7 de enero de 2020        | 2.8                  |
| Gonzalo le pide a su hijo una oportunidad para estar juntos. René acusa a Gonzalo con Montesino y Diego confiesa su robo. |                                                                |                           |                      |
| 43 | «Ojalá me recuerdes toda la vida»                              | 8 de enero de 2020        | 2.9                  |
| Arturo le dice a Cecilia que no quiere volverla a ver y ésta le asegura que así será. Tania descubre las drogas de Rafa. |                                                                |                           |                      |
| 44 | «Este lugar es un infierno»                                    | 9 de enero de 2020        | 3.1                  |
| Arturo se culpa de la muerte de Cecilia. El instituto entra en una crisis de calor causando severos daños. |                                                                |                           |                      |
| 45 | «Es hora de ponerle un alto»                                   | 10 de enero de 2020       | 2.9                  |
| René logra que Montesinos le exija a Gonzalo cumplir con su trabajo. Víctor insiste en demandar al instituto y Arturo sabe que Regina es la mujer de su vida. |                                                                |                           |                      |
| 46 | «No quiero que los demás paguen por lo que yo hice»            | 13 de enero de 2020       | 2.9                  |
| David ve a Regina y a Arturo abrazándose. Diego confiesa haberse llevado el material y Marco lo denuncia con René. |                                                                |                           |                      |
| 47 | «Mala praxis»                                                  | 14 de enero de 2020       | 3.0                  |
| Víctor insiste en demandar al hospital, más ahora que Marco corrobora el error de los doctores. Ana no quiere que David siga sufriendo. |                                                                |                           |                      |
| 48 | «René amenaza a Regina»                                        | 15 de enero de 2020       | 2.8                  |
| René le asegura a Regina que si no controla a su equipo tomará otras medidas. Gonzalo condona a Diego por el robo. |                                                                |                           |                      |
| 49 | «El apagón»                                                    | 16 de enero de 2020       | 3.1                  |
| Regina cree que entre Ana y David hay algo. El transformador falla y el hospital se queda sin luz. |                                                                |                           |                      |
| 50 | «Alguien quiere que el instituto deje de operar»               | 17 de enero de 2020       | 3.1                  |
| Gonzalo sospecha que los problemas del hospital son intencionales. Gabriel, el hijo de Luis, llega enfermo a Urgencias. |                                                                |                           |                      |
| 51 | «Confía en nosotros»                                           | 20 de enero de 2020       | 3.0                  |
| Luis tiene miedo de lo que le pase a su hijo. David ya sabe que Regina y Arturo se besaron. |                                                                |                           |                      |
| 52 | «Regina siente algo por David»                                 | 21 de enero de 2020       | 2.9                  |
| Regina confiesa que David le gusta. Ana investiga a Rafa y Tania le dice a Cynthia que éste toma medicamentos controlados. |                                                                |                           |                      |
| 53 | «Rafa reconoce tener un problema de adicción»                  | 22 de enero de 2020       | 3.0                  |
| Rafa le confiesa a Gonzalo y a Cynthia ser adicto y les pide ayuda. Natalia cuestiona a Samuel sobre la relación con su hermana. |                                                                |                           |                      |
| 54 | «Lo mejor que podemos hacer es apoyarlo»                       | 23 de enero de 2020       | 3.1                  |
| Rafa confiesa su adicción a sus compañeros. Ana y Regina vuelven a pelear y Paulina llega a salvar la vida de Gabriel. |                                                                |                           |                      |
| 55 | «Línea directa»                                                | 24 de enero de 2020       | 3.0                  |
| El subsecretario de Salud le da poder a René para administrar el hospital. Susana no quiere que Paulina atienda a su hijo. |                                                                |                           |                      |
| 56 | «¡David y Regina se besan!»                                    | 27 de enero de 2020       | 3.0                  |
| David le confiesa a Regina estar celoso de Arturo y la besa. Natalia apuñala a su hermana. |                                                                |                           |                      |
| 57 | «No se van a tolerar errores»                                  | 28 de enero de 2020       | 3.1                  |
| René corre a Diego del hospital frente a todos. Gabriel empeora y Susana culpa a Paulina de su gravedad. |                                                                |                           |                      |
| 58 | «David y Regina tienen su primera cita»                        | 29 de enero de 2020       | 2.8                  |
| David y Regina salen a cenar. La vida de Gabriel está en peligro. Natalia se entrega a las autoridades. |                                                                |                           |                      |
| 59 | «La muerte de Gabriel»                                         | 30 de enero de 2020       | 3.1                  |
| Luis trata de salvar a su hijo, pero Regina y Paulina aseguran que no hay nada por hacer; Susana culpa a Paulina de la muerte de Gabriel. |                                                                |                           |                      |
| 60 | «¿Por qué no me diste una oportunidad a mí?»                   | 31 de enero de 2020       | 3.0                  |
| Arturo explota al saber que Regina y David están saliendo. Ana le confiesa a David su pasado y lo mucho que lo necesita. |                                                                |                           |                      |
| 61 | «No me amenaces, Arturo»                                       | 3 de febrero de 2020      | 2.9                  |
| Arturo busca a David para decirle que él estará al pendiente de Regina. David se siente amenazado y le pone un límite. |                                                                |                           |                      |
| 62 | «Gonzalo tiene los días contados en el hospital»               | 4 de febrero de 2020      | 3.4                  |
| Gonzalo abandona el evento tras saber que Aurora está internada en el hospital y René aprovecha para hablar en su contra. |                                                                |                           |                      |
| 63 | «¡Eres un cobarde!»                                            | 5 de febrero de 2020      | 3.3                  |
| Javier abandona a Aurora bajo el cuidado de Gonzalo. Ana le pide a Arturo proteger a Regina de David. |                                                                |                           |                      |
| 64 | «Regina y David hacen el amor»                                 | 6 de febrero de 2020      | 3.0                  |
| Regina y David pasan la noche juntos; él le declara su amor. Mireya no seguirá ayudando a René. |                                                                |                           |                      |
| 65 | «No te ilusiones demasiado»                                    | 7 de febrero de 2020      | 3.0                  |
| Ana advierte a Regina sobre David y le confiesa que tuvieron una relación en el pasado. Luis no supera la pérdida de Gabriel. |                                                                |                           |                      |
| 66 | «Carmen sufre una sobredosis»                                  | 10 de febrero de 2020     | 3.0                  |
| Carmen es encontrada tirada en la calle y Rafa la salva. David le reclama a Ana por revelarle a Regina su pasado. |                                                                |                           |                      |
| 67 | «René y Mireya le tienden una trampa a Gonzalo»                | 11 de febrero de 2020     | 3.1                  |
| El plan de René y Mireya para hacer que Gonzalo sea destituido de su cargo funciona, acusándolo de hacer mal uso de los recursos del hospital, mientras tanto, Regina atiende a un famoso excantante con problemas respiratorios y antecedentes de cáncer. |                                                                |                           |                      |
| 68 | «Gonzalo es destituido como director del hospital»             | 12 de febrero de 2020     | 3.1                  |
| El subsecretario de Salud cesa a Gonzalo de su cargo y ahora René es el nuevo director del hospital. |                                                                |                           |                      |
| 69 | «La verdad siempre sale a la luz»                              | 13 de febrero de 2020     | 3.3                  |
| Gonzalo sabe que René está detrás de todo y lo confronta; Alonso Vega decide llevar su caso. |                                                                |                           |                      |
| 70 | «Eres peor de lo que pensé»                                    | 14 de febrero de 2020     | 3.0                  |
| René corre a Gonzalo del hospital y Pamela le ofrece su ayuda a Carmen para encontrar a su hija. |                                                                |                           |                      |
| 71 | «Mi mano derecha»                                              | 17 de febrero de 2020     | 3.2                  |
| René le propone a Ana ser la nueva directora administrativa. Gonzalo y Aurora se perdonan y Regina discute con René. |                                                                |                           |                      |
| 72 | «La nueva directora administrativa del instituto»              | 18 de febrero de 2020     | 3.2                  |
| Ana acepta la propuesta de René y aprovecha su cargo para hacer ajustes en Urgencias. David y Arturo pelean a golpes. |                                                                |                           |                      |
| 73 | «Regina corre a David del Instituto»                           | 19 de febrero de 2020     | 3.2                  |
| Regina, presionada por René, despide a David del hospital y además termina su relación con él. |                                                                |                           |                      |
| 74 | «Regina y Mireya pelean»                                       | 20 de febrero de 2020     | 3.3                  |
| Pamela descubre que Carmen es su madre. Ricardo ayudará en el caso de Gonzalo. Regina explota contra Mireya. |                                                                |                           |                      |
| 75 | «El nuevo jefe de Consulta Externa»                            | 21 de febrero de 2020     | 3.3                  |
| David regresa al hospital y se entera de que Regina prefirió correrlo a él sobre Arturo. |                                                                |                           |                      |
| 76 | «Carlos Ibarra amenaza a Regina»                               | 24 de febrero de 2020     | 3.3                  |
| Carlos le exige a Regina atender a su cliente. Paulina visita a Susana, Gonzalo René volverán a pelear. |                                                                |                           |                      |
| 77 | «El Ciego ingresa al Instituto de Especialidades Médicas»      | 25 de febrero de 2020     | 3.0                  |
| Carlos le exige a Regina atender bien al Ciego y soborna a René para que su cliente reciba visitas. Michelle y El Cuervo visitan al delincuente. |                                                                |                           |                      |
| 78 | «Un nuevo corazón»                                             | 26 de febrero de 2020     | 3.2                  |
| Susana le confiesa a Luis que lo sigue amando. Ana sanciona a los doctores y Michelle acepta el trato del Ciego. |                                                                |                           |                      |
| 79 | «No hemos vencido a la enfermedad»                             | 27 de febrero de 2020     | 3.3                  |
| Aurora empeora y Gonzalo buscará vencer el tratamiento. El Ciego sale del instituto y Rafa quiere algo serio con Cinthia. |                                                                |                           |                      |
| 80 | «Déjame demostrarte que soy la mujer que necesitas»            | 28 de febrero de 2020     | 3.1                  |
| Ana insiste con David en retomar la relación y Arturo le dice a Regina que él es el indicado para ella. Ricardo busca desenmascarar a René. |                                                                |                           |                      |
| 81 | «Constanza descubre que René y Mireya son amantes»             | 2 de marzo de 2020        | 3.0                  |
| Aurora decide continuar el tratamiento, René y Mireya son descubiertos por Constanza. |                                                                |                           |                      |
| 82 | «Siempre vas a ser la otra»                                    | 3 de marzo de 2020        | 3.2                  |
| Constanza pelea con Mireya y corre a René de la casa. Esteban golpea a Marco y una crisis invade al instituto. |                                                                |                           |                      |
| 83 | «La verdad de nuestro lado»                                    | 4 de marzo de 2020        | 3.2                  |
| Gonzalo habla con Vega y Asociados para informarles de la relación entre Mireya y René. Ana ayuda a Regina en la sala de urgencias. |                                                                |                           |                      |
| 84 | «René corre a Mireya del Instituto de Especialidades Médicas»  | 5 de marzo de 2020        | 3.3                  |
| René despide a Mireya frente a Constanza. Arturo le reitera su amor a Regina y Marco pierde a un paciente. |                                                                |                           |                      |
| 85 | «Regina es acusada de ser cómplice de Gonzalo»                 | 6 de marzo de 2020        | 3.4                  |
| Regina recibe un citatorio para declarar. Vega y Asociados ya tiene la estrategia para la defensa y David sufre un accidente. |                                                                |                           |                      |
| 8687 | «Quédate conmigo, David»«La línea que divide a la vida»        | 8 de marzo de 2020        | 3.5                  |
| Regina sufre al ver delicado a David y le entrega la prueba a Vega y Asociados para denunciar a René. Un importante testigo cambiará el rumbo del juicio contra Gonzalo y un gran secreto del director del hospital saldrá a la luz. |                                                                |                           |                      |

Notas
1. 1 2 3  Estos episodios se pre-estrenaron el 9 de noviembre de 2019 a través de la página oficial y el canal de Youtube de Las Estrellas.[18]

## Producción
Las grabaciones comenzaron en agosto de 2019. La producción cuenta con el mismo formato de Por amar sin ley, en el cual los personajes, a lo largo de la historia, protagonizan casos para exponer diferentes temáticas médicas involucrando sus vidas personales.

## Recepción

### Audiencia
| Temporada | Horario (CT)                     | Episodios | Primera emisión         | Primera emisión      | Última emisión     | Última emisión       | Promedio de espectadores (millones) |
| Temporada | Horario (CT)                     | Episodios | Fecha                   | Audiencia (millones) | Fecha              | Audiencia (millones) | Promedio de espectadores (millones) |
| --------- | -------------------------------- | --------- | ----------------------- | -------------------- | ------------------ | -------------------- | ----------------------------------- |
| 1         | lunes a viernes 21:30 - 22:30 h. | 86        | 11 de noviembre de 2019 | 2.7                  | 8 de marzo de 2020 | 3.5                  | —                                   |

### Crítica
El sitio La Hora de la Novela le otorgó una calificación final de 7/10 argumentando en su crítica: “Médicos, Línea de Vida intentó enseñar algo de medicina utilizando buenos efectos digitales, sin embargo nunca olvidaremos el gran quemón que se dieron en el capítulo donde David le explica a un paciente con diabetes que «su hígado produce insulina». Lo más extraño es que ¡ni escritores, ni editores literarios, ni directores de escena, ni actores de dieron cuenta del gravísimo error!”.
El crítico Álvaro Cueva escribió en Milenio: “Nada de lo que se ve en Médicos, línea de vida es común en la industria de la televisión mexicana y el resultado no solo es bello, es emocionante, inteligente, familiar, sexy, para nichos muy específicos y para el gran mercado popular”.

## Premios y nominaciones

### Premios TVyNovelas 2020
| Categoría                  | Nominados                          | Resultados |
| -------------------------- | ---------------------------------- | ---------- |
| Mejor telenovela           | José Alberto Castro                | Nominado   |
| Mejor villano              | Rodrigo Murray                     | Ganador    |
| Mejor primer actor         | José Elías Moreno                  | Nominado   |
| Mejor actriz coestelar     | Grettell Valdez                    | Nominada   |
| Mejor actor coestelar      | Carlos de la Mota                  | Nominado   |
| Mejor dirección de cámaras | Bernardo Nájera y Mauricio Manzano | Nominados  |
| Los favoritos del público  |                                    |            |
| La villana más guapa       | Grettell Valdez                    | Ganadora   |
| El más guapo               | Daniel Arenas                      | Ganador    |
| El más guapo               | Carlos de la Mota                  | Nominado   |
| La más guapa               | Livia Brito                        | Nominada   |
| La más guapa               | Grettell Valdez                    | Nominada   |
| Pareja favorita            | Livia Brito y Daniel Arenas        | Nominados  |
| La sonrisa más bella       | Livia Brito                        | Ganadora   |
| El maduro más guapo        | José Elías Moreno                  | Nominado   |
| El maduro más guapo        | Rodrigo Murray                     | Nominado   |
| El mejor final             | José Alberto Castro                | Nominado   |
| Mejor reparto              | José Alberto Castro                | Nominado   |